# Trevor Colman
Trevor Colman (St Breward, 27 agosto 1941 – 22 marzo 2022) è stato un politico britannico del Partito per l'Indipendenza del Regno Unito, europarlamentare dal 2008 al 2014.

## Biografia
Colman ha frequentato la Sir James Smith School a Camelford. Dal 1962 al 1995 ha lavorato come ufficiale di polizia. Dal 1994 al 1998 ha lavorato per la serie poliziesca britannica Wycliffe. Colman è membro del Partito per l'Indipendenza del Regno Unito. Il 1º ottobre 2008 ha sostituito Graham Booth come membro del Parlamento europeo ed è stato eletto al Parlamento europeo nelle elezioni del 2009. Al Parlamento europeo è membro del comitato per il mercato interno e la protezione dei consumatori, il comitato speciale per il crimine organizzato, la corruzione e il riciclaggio di denaro e la delegazione per le relazioni con gli Stati Uniti.